# Aaages
Aaages is een kevergeslacht uit de familie lieveheersbeestjes (Coccinellidae). De wetenschappelijke naam van het geslacht is voor het eerst geldig gepubliceerd in 1926 door Barovskij. De oorspronkelijke spelling van de enige soort in het geslacht, Aaages prior, wordt vaak verkeerd gespeld in de latere literatuur (met twee aa's).